# Söchtenau

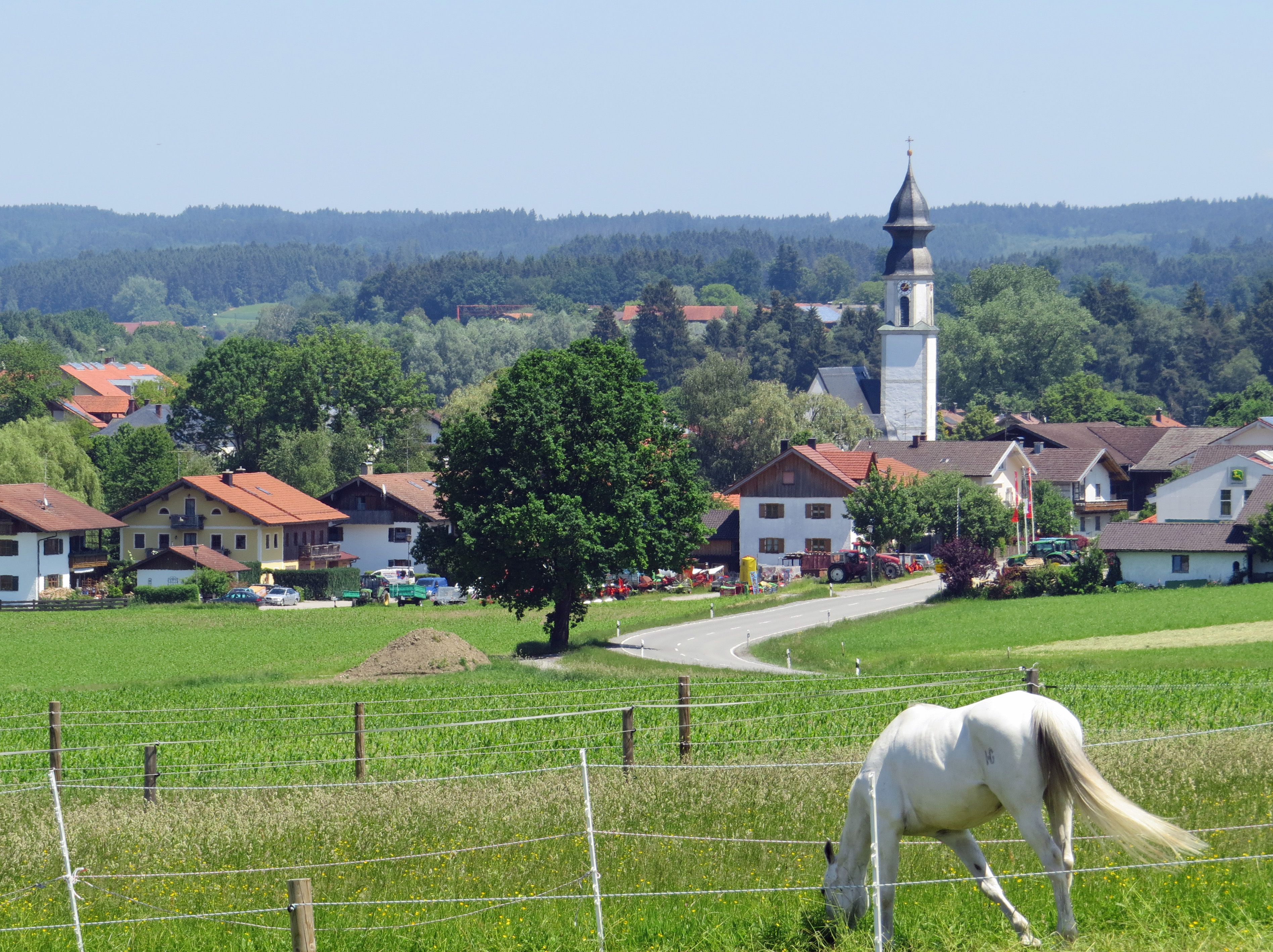
Söchtenau von Südwesten (2015)

Söchtenau ist eine Gemeinde im oberbayerischen Landkreis Rosenheim mit den beiden Pfarrgemeinden Schwabering und Söchtenau. Die Gemeinde grenzt im Süden an den Simssee an und erstreckt sich bis nach Vogtareuth.

## Geografie

### Lage
Auf dem Gemeindegebiet liegen mehrere Seen, der Simssee, der Siferlinger See, ein kleiner Moorsee am großen Stucksdorfer Moor sowie an der Gemeindegrenze ein kleiner Teil des Badesees Rinssee.

### Gemeindegliederung
Es gibt 36 Gemeindeteile (in Klammern ist der Siedlungstyp angegeben):
- Aschau (Dorf)
- Berg (Dorf)
- Brand (Einöde)
- Burg (Weiler)
- Dingbuch (Dorf)
- Eichen a.Simssee (Weiler)
- Eßbaum (Einöde)
- Furtmühle (Einöde)
- Grölking (Weiler)
- Hafendorf (Dorf)
- Haid (Dorf)
- Hayng (Weiler)
- Heumühle (Einöde)
- Innthal (Dorf)
- Könbarn (Weiler)
- Krottenmühl (Dorf)
- Lampersberg (Dorf)
- Lohen (Einöde)
- Oberthal (Einöde)
- Osterfing (Weiler)
- Rachelsberg (Weiler)
- Reischach (Dorf)
- Rins (Einöde)
- Schürfmühle (Weiler)
- Schwabering (Pfarrdorf)
- Siferling (Weiler)
- Söchtenau (Pfarrdorf)
- Spöck (Einöde)
- Stetten (Einöde)
- Straß (Weiler)
- Stucksdorf (Weiler)
- Ullerting (Dorf)
- Untershofen (Dorf)
- Unterthal (Weiler)
- Waldhof (Einöde)
- Wilperting (Weiler)

### Natur
Folgende Schutzgebiete berühren das Gemeindegebiet:
- Landschaftsschutzgebiet LSG "Moor- und Tallandschaften bei Söchtenau" (LSG-00489.01)
- Landschaftsschutzgebiet Inschutznahme des Hofstätter- und Rinssees in den Gemeinden Prutting, Söchtenau und Vogtareuth (LSG-00147.01)
- Landschaftsschutzgebiet Schutz des Simssees und seiner Umgebung (LSG-00111.01)
- Fauna-Flora-Habitat-Gebiet Simsseegebiet (8139-371)
- Fauna-Flora-Habitat-Gebiet Moorgebiet von Eggstädt-Hemhof bis Seeon (8040-371)
- Fauna-Flora-Habitat-Gebiet Moore und Seen nordöstlich Rosenheim (8039-302)

## Geschichte
Die erste urkundliche Erwähnung war im Jahr 924. Söchtenau gehörte zum Rentamt Burghausen und zum Landgerichtsbezirk Kling und wurde im Zuge der Verwaltungsreformen in Bayern 1818 eine selbständige politische Gemeinde.

### Einwohnerentwicklung
Zwischen 1988 und 2018 wuchs die Gemeinde von 2116 auf 2651 um 535 Einwohner bzw. um 25,3 %.

## Politik

### Bürgermeister und Gemeinderat
Erster Bürgermeister ist Bernhard Summerer. Von den 14 Gemeinderäten stellt die Freie Wählerschaft Söchtenau sieben und die Wählergruppe Schwabering – Krottenmühl sieben Personen.

### Wappen
|  | Blasonierung: „Gespalten von Schwarz und Gold; vorne ein senkrecht stehender, silberner Schlüssel mit dem Griff nach oben, hinten ein aufgerichteter grüner Drache.“ |
|  | |

## Baudenkmäler
- St. Margaretha (Söchtenau)

## Verkehr
Zwei Kilometer nordwestlich von Söchtenau befindet sich der Flugplatz Vogtareuth, ein Sonderlandeplatz für Luftfahrzeuge aller Art bis zu 2000 kg Höchstabfluggewicht (MTOW) und Helikopter bis 5700 kg.